# Finale della Coppa delle Fiere 1969-1970
La finale della 12ª edizione della Coppa delle Fiere fu disputata in gara d'andata e ritorno tra Anderlecht e Arsenal.
Il 22 aprile 1970 allo stadio Constant Vanden Stock di Anderlecht la partita, arbitrata dallo svizzero Rudolf Scheurer, finì 3-1. La gara di ritorno si disputò dopo una settimana allo stadio Highbury di Londra e fu arbitrata dal tedesco orientale Gerhard Kunze. Il match terminò 3-0 e ad aggiudicarsi il trofeo fu la squadra inglese.

## Il cammino verso la finale
L'Arsenal iniziò il cammino europeo contro i nordirlandesi del Glentoran, vincendo 3-1 tra andata e ritorno. Al secondo turno i portoghesi dello Sporting Lisbona pareggiarono 0-0 l'andata in casa e persero 3-0 il ritorno a Londra. Agli ottavi gli inglesi affrontarono i francesi del Rouen, passando il turno grazie alla vittoria di misura in casa, dopo che l'andata in trasferta si concluse a reti inviolate. Ai quarti di finale i Gunners si scontrarono con i rumeni della Dinamo Bacău, vincendo con un risultato complessivo di 9-1. In semifinale l'Arsenal affrontò gli olandesi dell'Ajax, vice campioni d'Europa, vincendo 3-0 in casa e rendendo così indolore l'1-0 subito nel ritorno.
L'Anderlecht esordì contro i modesti islandesi del Valur, che furono battuti agilmente con un risultato complessivo di 8-0. Al secondo turno i nordirlandesi del Coleraine subirono due tremende goleade tra andata e ritorno che fissarono il punteggio sul 13-4 totale. Agli ottavi i belgi affrontarono gli scozzesi del Dunfermline, vincendo l'andata in casa 1-0 e perdendo il ritorno 3-2. L'Anderlecht passò il turno in virtù della regola dei gol fuori casa. Ai quarti di finale i Paars-wit affrontarono gli inglesi del Newcastle Utd, campioni in carica, vincendo 2-0 in Belgio e perdendo 3-1 in Inghilterra. Anche in questa occasione la squadra di Bruxelles passò il turno grazie ai gol segnati in trasferta. In semifinale fu la volta degli italiani dell'Inter, i quali vinsero 1-0 in trasferta ma furono rimontati due a zero a Milano.

## Tabellini

### Andata
| Arbitro: | Scheurer |

|                              |           |             |
| Devrindt 25’ Mulder 30’, 74’ | Marcatori | 82’ Kennedy |

| Anderlecht:      |    |                        |  |     |
|                  |    |                        |  |     |
| POR              | 1  | Jean-Marie Trappeniers |  |     |
| DIF              | 2  | Georges Heylens        |  |     |
|                  | 3  | Jean Cornelis          |  | 68’ |
|                  | 4  | Thomas Nordahl         |  |     |
|                  | 5  | Johnny Velkeneers      |  |     |
|                  | 6  | Julien Kialunda        |  |     |
|                  | 7  | Gerard Desanghere      |  |     |
|                  | 8  | Johan Devrindt         |  |     |
| ATT              | 9  | Jan Mulder             |  |     |
| ATT              | 10 | Paul Van Himst         |  |     |
|                  | 11 | Wilfried Puis          |  |     |
| Sostituzioni:    |    |                        |  |     |
|                  | 12 | Alfons Peeters         |  | 68’ |
| Allenatore:      |    |                        |  |     |
| Pierre Sinibaldi |    |                        |  |     |

| Arsenal:      |    |                  |  |     |
|               |    |                  |  |     |
| POR           | 1  | Bob Wilson       |  |     |
| DIF           | 2  | Peter Storey     |  |     |
| DIF           | 3  | Bob McNab        |  |     |
| CEN           | 4  | Eddie Kelly      |  |     |
| DIF           | 5  | Frank McLintock  |  |     |
| DIF           | 6  | Peter Simpson    |  |     |
| CEN           | 7  | George Armstrong |  |     |
| CEN           | 8  | Jon Sammels      |  |     |
| ATT           | 9  | John Radford     |  |     |
| ATT           | 10 | Charlie George   |  | 77’ |
| CEN           | 11 | George Graham    |  |     |
| Sostituzioni: |    |                  |  |     |
| ATT           | 12 | Ray Kennedy      |  | 77’ |
| Allenatore:   |    |                  |  |     |
| Bertie Mee    |    |                  |  |     |

### Ritorno
| Arbitro: | Kunze |

|                                   |           |  |
| Kelly 25’ Radford 75’ Sammels 76’ | Marcatori |  |

| Arsenal:    |    |                  |
|             |    |                  |
| POR         | 1  | Bob Wilson       |
| DIF         | 2  | Peter Storey     |
| DIF         | 3  | Bob McNab        |
| CEN         | 4  | Eddie Kelly      |
| DIF         | 5  | Frank McLintock  |
| DIF         | 6  | Peter Simpson    |
| CEN         | 7  | George Armstrong |
| CEN         | 8  | Jon Sammels      |
| ATT         | 9  | John Radford     |
| ATT         | 10 | Charlie George   |
| CEN         | 11 | George Graham    |
| Allenatore: |    |                  |
| Bertie Mee  |    |                  |

| Anderlecht:      |    |                        |
|                  |    |                        |
| POR              | 1  | Jean-Marie Trappeniers |
| DIF              | 2  | Georges Heylens        |
|                  | 3  | Maurice Martens        |
|                  | 4  | Thomas Nordahl         |
|                  | 5  | Roland Velkeneers      |
|                  | 6  | Julien Kialunda        |
|                  | 7  | Gerard Desanghere      |
|                  | 8  | Johan Devrindt         |
| ATT              | 9  | Jan Mulder             |
| ATT              | 10 | Paul Van Himst         |
|                  | 11 | Wilfried Puis          |
| Allenatore:      |    |                        |
| Pierre Sinibaldi |    |                        |